# Graúna-de-ombros-morenos
Graúna-de-ombros-morenos (Agelaius humeralis) é uma espécie de ave da família Icteridae. Pode ser encontrada nos seguintes países: Cuba, República Dominicana, Haiti e Estados Unidos da América. Os seus habitats naturais são matagal árido tropical ou subtropical, pastagens e florestas secundárias altamente degradadas.